# Leonid Nowicki
Leonid Borisowicz Nowicki (ros. Леонид Борисович Новицкий, ur. 1 czerwca 1968 w Czelabińsku) – rosyjski kierowca rajdowy.
Debiutował w rajdzie Dakar w 2006. W 2009 ukończył go na 8. pozycji. Jego pierwsze zwycięstwo etapowe w tym rajdzie, to prolog w 2012 roku (na Mini All4 Racing w barwach teamu X-raid); ostatecznie w tej edycji zajął 4. miejsce w klasyfikacji generalnej. Jadąc w tej samej grupie dwukrotnie (w latach 2010 i 2011) zwyciężał Puchar Świata FIA w rajdach terenowych będąc kierowcą BMW X3 CC. W roku 2013 zajął w klasyfikacji generalnej Rajdu Dakar 3. miejsce.